# Радикальна вісь двох кіл

Радикальна вісь двох кіл, що перетинаються

Радикальна вісь двох кіл — геометричне місце точок, ступені яких щодо двох заданих кіл рівні. Іншими словами, рівні довжини чотирьох дотичних, проведених до двох даних кіл з будь-якої точки M даного геометричного місця точок. Радикальна вісь двох кіл існує тоді і тільки тоді, коли кола неконцентричні, і може бути визначена як для кіл, так і для точок (кіл нульового радіуса) і уявних кіл (мнимого радіуса).